# Sos supreme

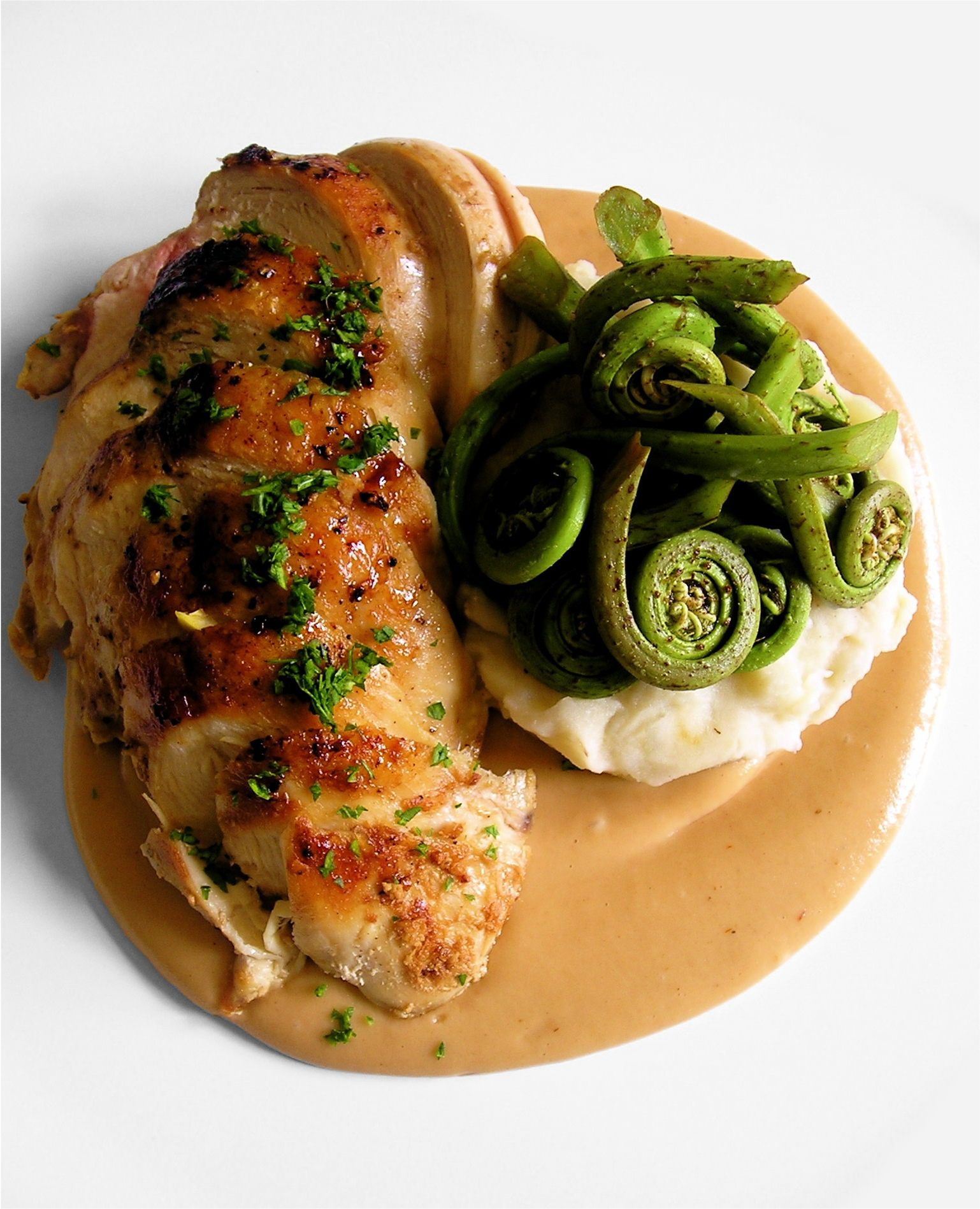
Pieczona pierś kurczaka, tłuczone ziemniaki, fiddleheads (pastorały paproci) i sos supreme

Sos supreme − rodzaj francuskiego sosu.
Sos ten jest przyrządzany z białej zasmażki, rosołu z kury, pieczarek oraz śmietanki.
Sos supreme podaje się do potraw drobiowych.